# Константин фон Валдбург-Цайл
Константин Максимилиан фон Валдбург-Цайл-Траухбург (на немски: Constantin Maximilian 3.Fürst von Waldburg zu Zeil und Trauchburg; * 8 януари 1807, Клайнхойбах, Бавария; † 17 декември 1862, Кенцинген, Баден) е имперски наследствен трушес, 3. княз на Валдбург-Цайл-Траухбург, кралски съсловен господар в Кралство Вюртемберг, кралски съветник на Кралство Бавария, собственик в Баден и член на Франкфуртското Национално събрание.

## Биография
Той е най-големият син на 2. княз Франц фон Валдбург-Цайл (1778 – 1845) и първата му съпруга принцеса Кристиана Хенриета Поликсена фон Льовенщайн-Вертхайм-Розенберг-Рошфор (1782 – 1811), дъщеря на княз Доминик Константин фон Льовенщайн-Вертхайм-Рошфор (1762 – 1814) и принцеса Мария Леополдина Хенриета фон Хоенлое-Бартенщайн (1761 – 1807). Внук е на 1. имперски княз Максимилиан фон Валдбург-Цайл-Траухбург (1750 – 1818), имперски наследствен трушес, фрайхер на Валдбург, граф на Цайл (1790), 1. имперски княз на Валдбург-Цайл-Траухбург (1803 г.), таен съветник на Курфюрство Пфалц и Кралство Бавария, и Йохана Мария Йозефа Клеофа фон Хорнщайн (1752 – 1797).
От 1824 г. Константин следва в университетите във Фрайбург, Брайзгау, Мюнхен и Тюбинген. От 1830 до 1832 г. пътува през половин Европа и посещава императорския двор във Виена и множество други князе.
През 1833 г. като племенен господар получава титлата Оберстхофмайстер във Вюртемберг. Същата година той влиза като наследствен член в Камерата на племенните господари на Кралство Вюртемберг, където остава член до 1851 г., от 1847 г. той е вице-президент на камерата. През 1830-те години той се съпротивлява на католическата страна против протестантската вюртембергска църковна политика и издава множество политически статии.
Със смъртта на баща му през 1845 г. Константин наследява княжеската титла и титлата наследствен имперски съветник на Баварската корона, също титлата „Reichserbtruchseß“.
По здравословни причини той се оттегля от политиката през 1851 г. и заради климата често е в Кенцинген при Фрайбург, където има едно имение. Княз Константин фон Валдбург-Цайл-Траухбург умира на 55 години на 17 декември 1862 г. в Кенцинген, Баден-Вюртемберг.

## Фамилия
Константин фон Валдбург-Цайл-Траухбург се жени на 30 септември 1833 г. в Исни им Алгой за графиня Максимилиана фон Кват цу Викрат и Исни (* 18 май 1813, Исни; † 8 февруари 1874, Волфег), дъщеря на граф Вилхелм Ото Фридрих Алберт фон Кват цу Викрат и Исни (1783 – 1849) и графиня Мария Анна фон Турн-Валсасина (1788 – 1867). Те имат децата:
- Отолина Мария Анна Франциска Терезия (* 2 авфуст 1834; † 21 юли 1842)

- Вилхелм Франц Мария Кристиан (* 26 ноември 1835, Нойутраухбург, Алгой; † 20 юли 1906, дворец Цайл), наследствен граф, четвъртият княз на Валдбург-Цайл-Траухбург и имперски главен трушсес, от 1872 до 1899 г. президент на Вюртембергската камера на съсловните господари, наследник на Вурцах-Кислег (1 август 1903), женен I: на 24 февруари 1862 г. във Волфег за графиня Мария Йозефа фон Валдбург-Волфег-Валдзее (* 20 април 1840, Волфег; † 11 май 1885, дворец Цайл), II. на 23 май 1889 г. в Брегенц, Австрия, за принцеса Мария Георгина фон Турн и Таксис (* 25 декември 1857, Регенсбург; † 13 февруари 1909, Мюнхен)

- Константин Леополд Карл Франц Вилхелм Кристиан Хуго фон Валдбург-Цайл (* 1 април 1839, Нойтраухбург; † 25 март 1905, Меран), политик, граф на Валдбург-Цайл, женен на 30 септември 1863 г. в Ахлайтен, Долна Австрия, за фрайин Лудвина фон Хруби-Геленж (* 10 ноември 1837, Прага; † 10 януари 1901, Мюнхен)
- Александрина (* август 1840; † 12 септември 1840)
- Карл Йозеф Франц Вилхелм Кистиан Георг Кристиниан фон Валдбург-Цайл-Зиргенщайн (* 18 декември 1841, Нойтраухбург; † 30 януари 1890, дворец Зиргенщайн), направен граф на Валдбург-Зиргенщайн (Бавария, 16 август 1885), офицер и изследовател на натурата, женен на 16 ноември 1882 г. в дворец Кислег за братовчедката си графиня Мария Евгения София Ксаверина Гизела фон Валдбург-Цайл-Вурцах (* 4 юни 1857, Райхенбург; † 6 януари 1924), внучка на княз Леополд II фон Валдбург-Цайл-Вурцах (1795 – 1861), дъщеря на княз Еберхард II фон Валдбург-Цайл-Вурцах (1828 – 1903)
- Анна Мария Дезидерата Вилхелмина Марта (* 9 октомври 1844, Цайл; † 17 май 1877, Мюлхайм/Донау), омъжена на 28 януари 1875 г. в Цайл за фрайхер граф Николаус Рудолф Август Йозеф фон Енцберг (* 11 март 1846, Мюлхайм; † 13 май 1901, Мюлхайм)